# Anadenobolus costaricensis
Anadenobolus costaricensis är en mångfotingart som först beskrevs av Henri W. Brölemann 1905.  Anadenobolus costaricensis ingår i släktet Anadenobolus och familjen Rhinocricidae. Inga underarter finns listade i Catalogue of Life.